# 15. Riigikogu
Die 15. Legislaturperiode des Parlaments der Republik Estland, der 15. Riigikogu, wurde am 5. März 2023 für die Dauer von vier Jahren gewählt. Er trat am 10. April 2023 zu seiner Konstituierung zusammen. Damit endete die Legislaturperiode des 14. Riigikogu und damit die Amtszeit der Regierung K. Kallas II.

## Zusammensetzung
Im 15. Riigikogu sind sechs Parteien vertreten: die liberale Reformpartei (RE), die rechtspopulistische Estnische Konservative Volkspartei (EKRE), die Mitte-Links orientierte Estnische Zentrumspartei (K), die sozialliberale Eesti 200, die Sozialdemokratische Partei (SDE) und die konservative Partei Vaterland (I).

## Fraktionen
Die sechs im Riigikogu vertretenen Parteien bilden sechs Fraktionen.
Als Fraktionsvorsitzende wurden im April 2023 benannt:
Reformpartei (RE): Erkki Keldo

Estnische Konservative Volkspartei (EKRE): Martin Helme

Estnische Zentrumspartei (K): Tanel Kiik

Eesti 200: Marek Reinaas

Sozialdemokratische Partei (SDE): Jevgeni Ossinovski

Vaterland (I): Helir-Valdor Seeder

## Amtseid
Der Amtseid der estnischen Abgeordneten lautet in Bezug auf den 15. Riigikogu:

„Asudes täitma oma kohustusi Riigikogu liikmena Riigikogu XV koosseisus, annan vande jääda ustavaks Eesti Vabariigile ja tema põhiseaduslikule korrale.“

„deutsch: Beginnend mit der Erfüllung meiner Pflichten als Mitglied des Riigikogu in der Zusammensetzung des XV. Riigikogu schwöre ich, der Republik Estland und ihrer verfassungsmäßigen Ordnung treu zu bleiben.“

## Konstituierende Sitzung
Der Riigikogu versammelte sich zur konstituierenden Sitzung am 10. April 2023 und wählte den Vorstand. Lauri Hussar (Eesti 200) wurde zum Parlamentspräsidenten des Riigikogu gewählt, Toomas Kivimägi (Estnische Reformpartei) zum ersten stellvertretenden Parlamentspräsidenten und Jüri Ratas (Estnische Zentrumspartei) zum zweiten stellvertretenden Parlamentspräsidenten gewählt.